# Katarzyna Piskorska

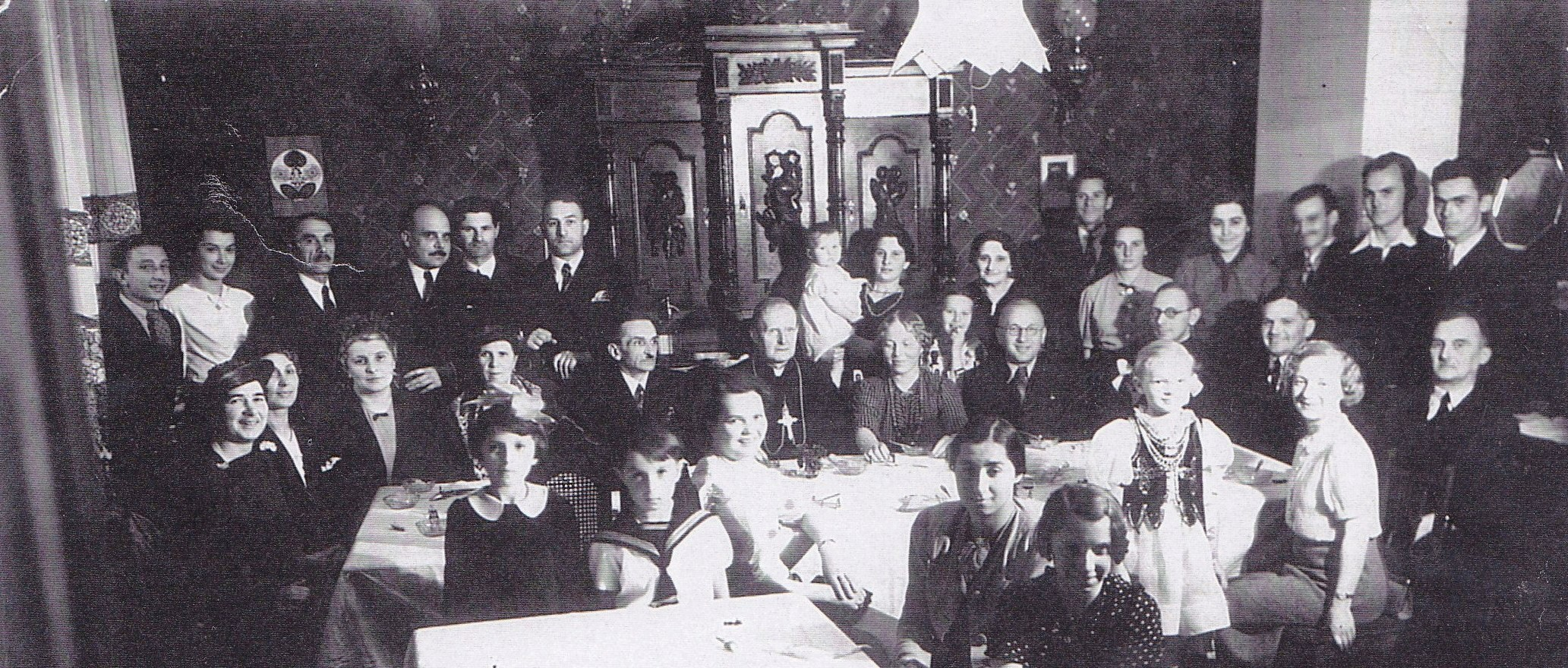
Uroczystość po chrzcie Katarzyny Piskorskiej w 1938 roku. Stoją m.in. Leonard Piskorski (3. od lewej), Przemysław Podgórski (4.), Aleksander Kamiński (5.), Tomasz Piskorski (6.), Katarzyna Piskorska (7., na rękach matki, Marii Piskorskiej, 8.), Anna Piskorska (9., dziecko), Anna Podgórska (10.), Zuzanna Dieuleveut Kaulek (13.), Witold Podgórski (14.), Kazimierz Cetnarowicz (15., drugi od prawej). W centrum siedzi sufragan warszawski Antoni Szlagowski, na lewo od niego siedzi Lucjan Kaulek, najbardziej na lewo siedzi Urszula Niepokojczycka (przyjaciółka Tomasza Piskorskiego i lekarka rodzinna Piskorskich), na prawo od Antoniego Szlagowskiego siedzą Wanda Gentil-Tippenhauer (matka chrzestna), Kazimierz Gorzkowski (ojciec chrzestny) i Jan Mauersberger. Przed Antonim Szlagowskim siedzi bokiem Janina Jurkiewicz.

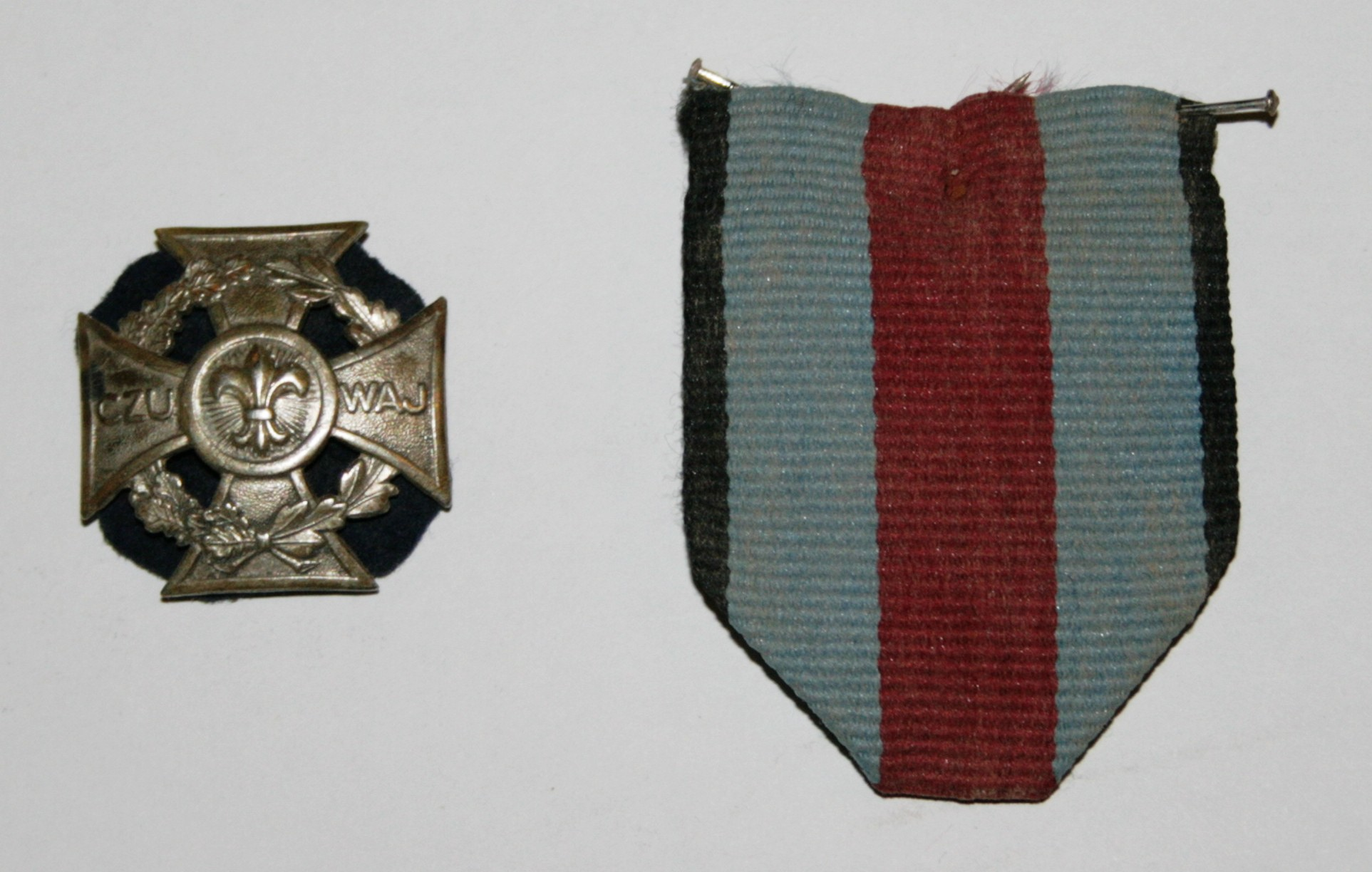
Krzyż harcerski i wstążka Medalu Pro Memoria Katarzyny Piskorskiej znalezione na miejscu katastrofy lotniczej pod Smoleńskiem 10 kwietnia 2010 r.

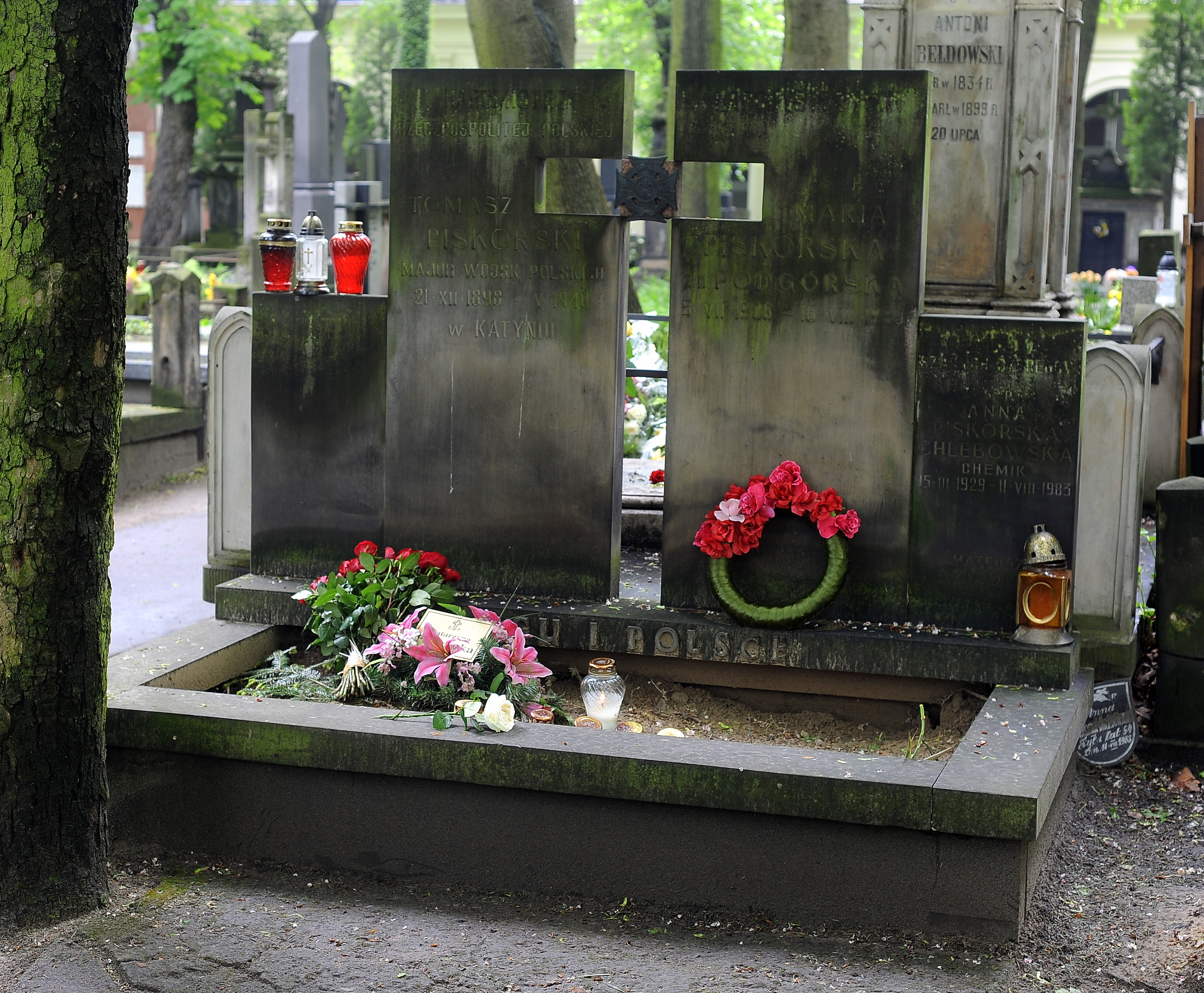
Grób Katarzyny Piskorskiej na cmentarzu Powązkowskim w Warszawie

Katarzyna Wanda Antonina Piskorska (ur. 2 marca 1937 w Warszawie, zm. 10 kwietnia 2010 w Smoleńsku) – polska artystka rzeźbiarka i medalierka, przewodniczka harcerska.

## Życiorys
Katarzyna Piskorska była córką Tomasza Piskorskiego i Marii z Podgórskich, którzy mieli dwie córki: o 8 lat starszą Annę Piskorską oraz Katarzynę. Jej rodzicami chrzestnymi byli Wanda Gentil-Tippenhauer i Kazimierz Gorzkowski. Straciła ojca w wieku 2 lat, gdy został internowany w Starobielsku, a później rozstrzelany w Charkowie.
Do powstania warszawskiego mieszkała z matką w Warszawie przy ul. Nowy Zjazd 3 m. 5. Po zburzeniu (w czasie powstania) domu przy ul. Nowy Zjazd przenosi się do domu swoich dziadków – Przemysława Podgórskiego i Anny Podgórskiej – do tzw. Willi Podgórskich przy ul. Powsińskiej 104 (wtedy jeszcze był to numer 24).
Po upadku powstania była zmuszona do pójścia do Konstancina, gdzie mieszkała z matką i siostrą przez rok, po czym wraz z nimi przeprowadziła się do Zabrza, gdzie uczyła się w Szkole Powszechnej nr 24. Po powrocie do Warszawy w 1948 r. kontynuowała naukę w V klasie Szkoły Podstawowej nr 115 na Sadybie.
W latach 1951–1956 była uczennicą liceum Ogólnokształcącej Szkoły Sztuk Pięknych, kończąc naukę maturą.
W 1956 r. zdała egzaminy na Wydział Rzeźby Akademii Sztuk Pięknych w Warszawie i na Wydział Biologii Uniwersytetu Warszawskiego, jednak została skreślona z listy studentów na obu wydziałach z powodów politycznych. Została wolną słuchaczką na ASP i pod koniec roku akademickiego otrzymała indeks.
Ukończyła studia na Wydziale Rzeźby Akademii Sztuk Pięknych w Warszawie u prof. Franciszka Strynkiewicza w 1962 r.
Po ukończeniu studiów, w latach 1962–1964 pracowała jako nauczycielka plastyki kolejno w: Zespole Szkół Przemysłu Papierniczego w Jeziornie, Technikum Handlowym, Szkole Podstawowej w Powsinie i w Technikum Elektryczno-Mechanicznym przy ul. Cecylii Śniegockiej.
Po dłuższej chorobie wróciła do pracy w 1968 r. jako nauczycielka w szkole w Powsinie, później w Środowiskowej Szkole Podstawowej na Sadybie. W 1974 r. przeniosła się do Państwowego Liceum Sztuk Plastycznych, gdzie prowadziła zajęcia rzeźbiarskie do 1980 r., kiedy została zwolniona z powodów politycznych. Od 1983 r. była na rencie, a od 1987 r. – na emeryturze.
Zginęła w czasie katastrofy polskiego Tu-154 w Smoleńsku 10 kwietnia 2010 w drodze na obchody 70. rocznicy zbrodni katyńskiej. Została pochowana na Starych Powązkach w grobie, w którym wcześniej pochowano jej matkę, (symbolicznie) ojca i siostrę. Grób znajduje się w kwaterze 18-1-1.

## Harcerstwo oraz działalność niepodległościowa
Będąc córką dwojga harcmistrzów, była od urodzenia wychowywana w duchu miłości Ojczyzny i wartości skautowych. W jej obecności odbywały się tajne zbiórki harcerskie (WŻDH nr 11) w mieszkaniu jej rodziców, pomagała matce działającej w Żegocie w niesieniu pomocy Żydom, w jej domu przy ul. Nowy Zjazd ukrywano Żydów. W czasie powstania uczyła się opatrywania rannych, pomagała szyć pasy do karabinów.
W roku 1947 została przyjęta do drużyny harcerskiej swojej siostry – ŻDH im. Słonecznych Rycerzy. W tym roku była też na pierwszym obozie harcerskim w Zakopanem i uczestniczyła w dwutygodniowym obozie zastępowych i drużynowych Żeńskiego Hufca Zabrzańskiego.
W 1957 r. złożyła przyrzeczenie harcerskie i w tym samym roku ukończyła kurs instruktorski. Początkowo została drużynową w szkole przy ul. Różanej, jednak wkrótce została przeniesiona do Pyr, gdzie prowadziła drużynę „Młody Las”. Po obozie instruktorskim w Karwicy przeszła w 1959 r. próbę na drużynową. W 1959 r. zdobyła również stopień przewodniczki.
W latach 1957–1961 była drużynową 256. Warszawskiej Drużyny Harcerek im. hm. Władysławy Martynowicz „Bratki”. Uczestniczyła z nią w obozach w: Słuczance w 1958 r. oraz w Zawoi i Zakopanem w 1959 r.
W 1961 r. zawiesiła swoją działalność w harcerstwie, ze względu na zmiany polityczne w ZHP, jednak jeszcze w latach 1975-2010 była instruktorką Zespołu Wędrowniczek po Zachodnim Stoku.
Od 13 grudnia 1981 r. wspierała działalność ROPCiO, zbierając pieniądze, udostępniając swój dom na zebrania oraz jego piwnicę na offsetową maszynę drukarską, na której drukowane były wydawnictwa niezależne. Maszyna drukarska została zarekwirowana przez SB w kwietniu 1983 r. Później przechowywała dokumenty KOR-u i gościła ukrywających się działaczy podziemia solidarnościowego, m.in. Macieja Dziadosza, późniejszego męża jej siostrzenicy.

## Działalność na rzecz lokalnej społeczności
Od 1960 r. co roku projektowała i wykonywała wielkanocny „Grób Chrystusa” i szopki bożenarodzeniowe w swoim parafialnym kościele św. Antoniego z Padwy oraz w katedrze polowej Wojska Polskiego (kościele garnizonowym) w latach 1982–1989.
Przygotowywała dekoracje na wszystkie doroczne sesje katyńskie Rady Polskiej Fundacji Katyńskiej na Zamku Królewskim i transparenty na czarne procesje, które Rada organizowała po umorzeniu przez Rosję śledztwa katyńskiego w 2004 r.
Tworzyła ołtarze katyńskie na Boże Ciało w parafii Karola Boromeusza na Powązkach, gdzie ma siedzibę Warszawska Rodzina Katyńska. Opiekowała się też oszkloną gablotą o tematyce katyńskiej na Starych Powązkach.
W latach 1975–2010 prowadziła prywatną galerię sztuki w swoim domu w Willi Podgórskich – jej dziadków, przy ul. Powsińskiej 104 w Warszawie.
Była działaczką Akcji Katolickiej.

## Twórczość

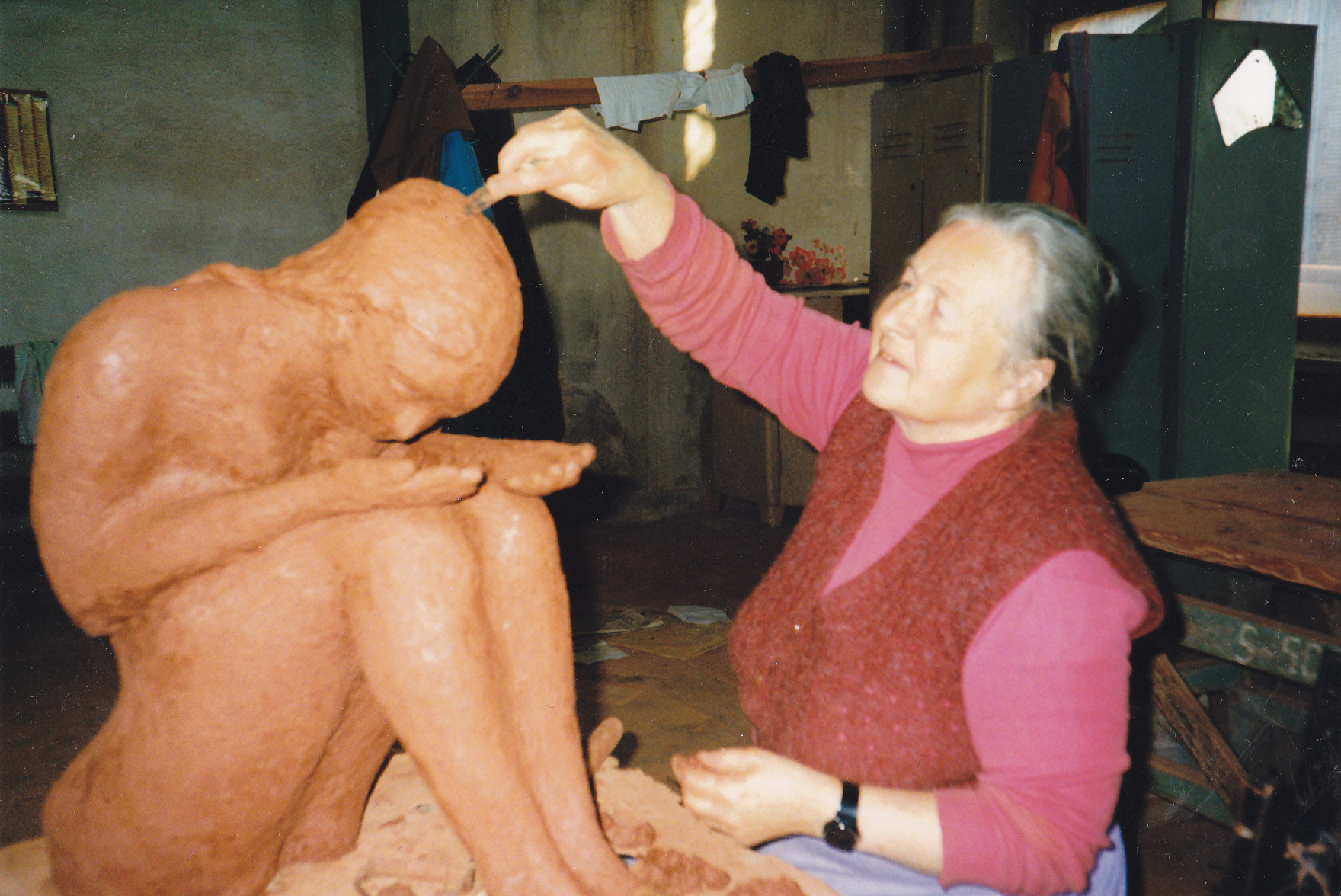
Katarzyna Piskorska w czasie pracy w 1995 r.

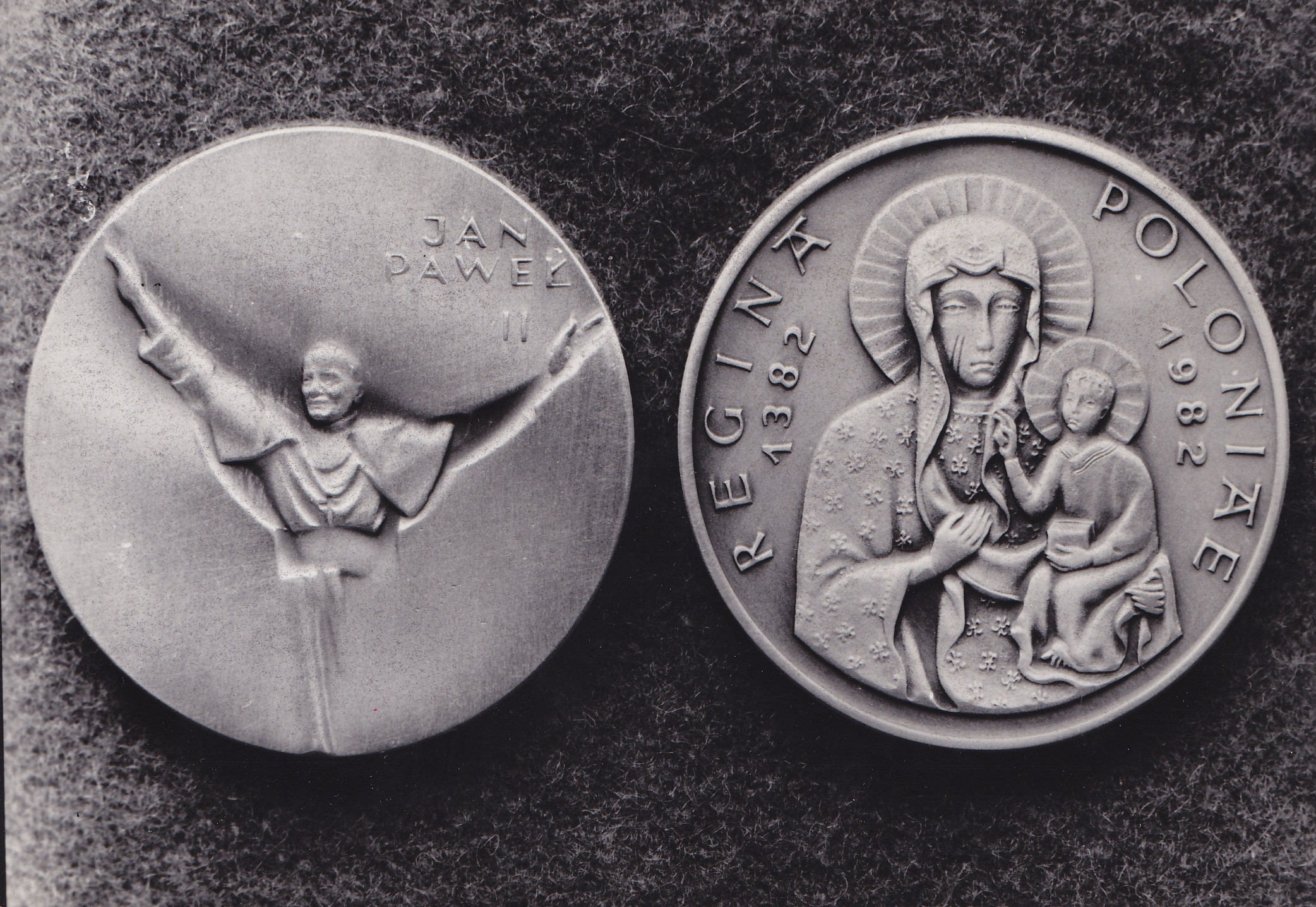
Medal Katarzyny Piskorskiej wykonany z okazji 600-lecia obecności obrazu Matki Boskiej Częstochowskiej na Jasnej Górze w Częstochowie

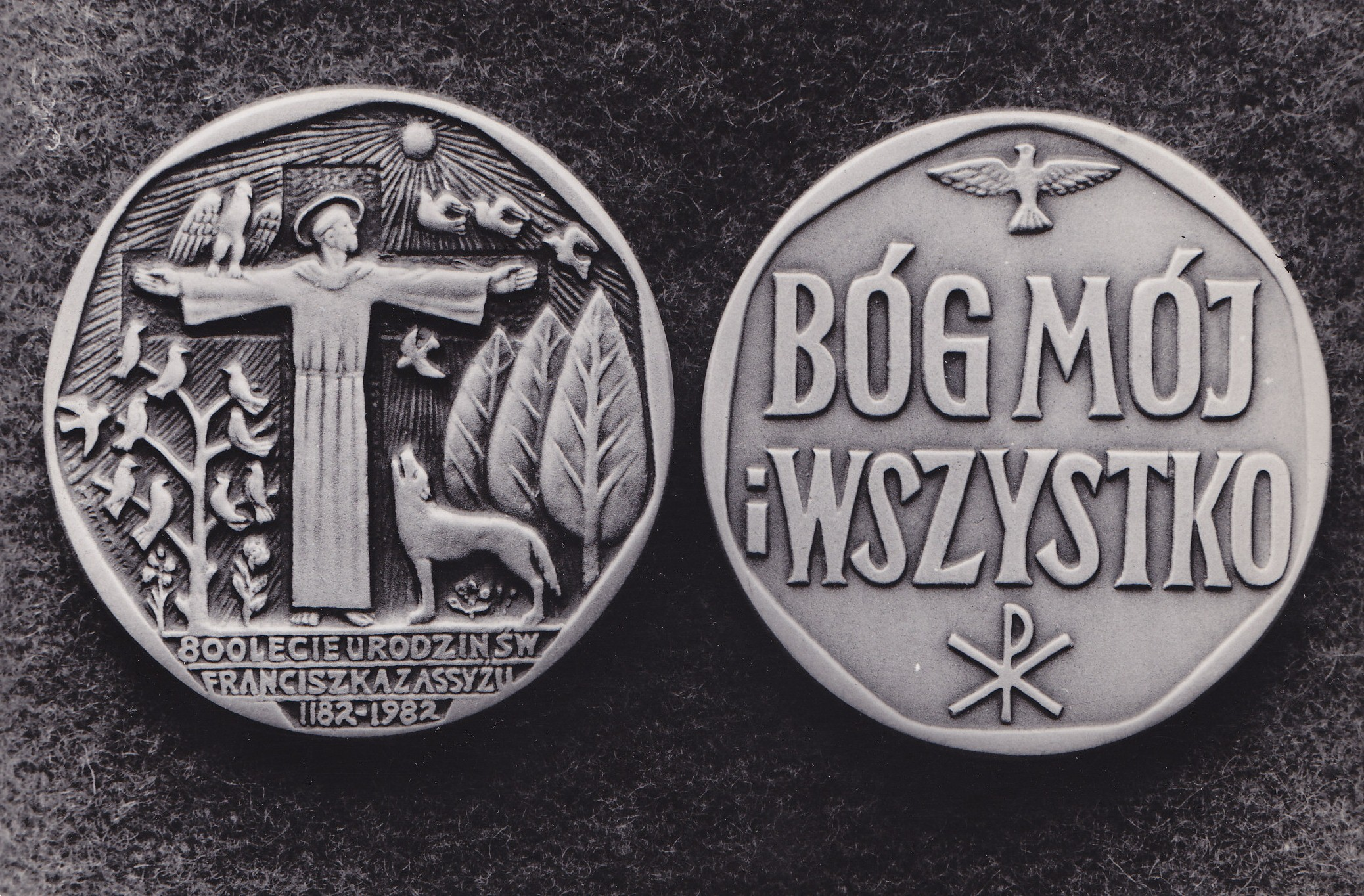
Medal Katarzyny Piskorskiej wykonany z okazji 800-lecia urodzin św. Franciszka z Asyżu

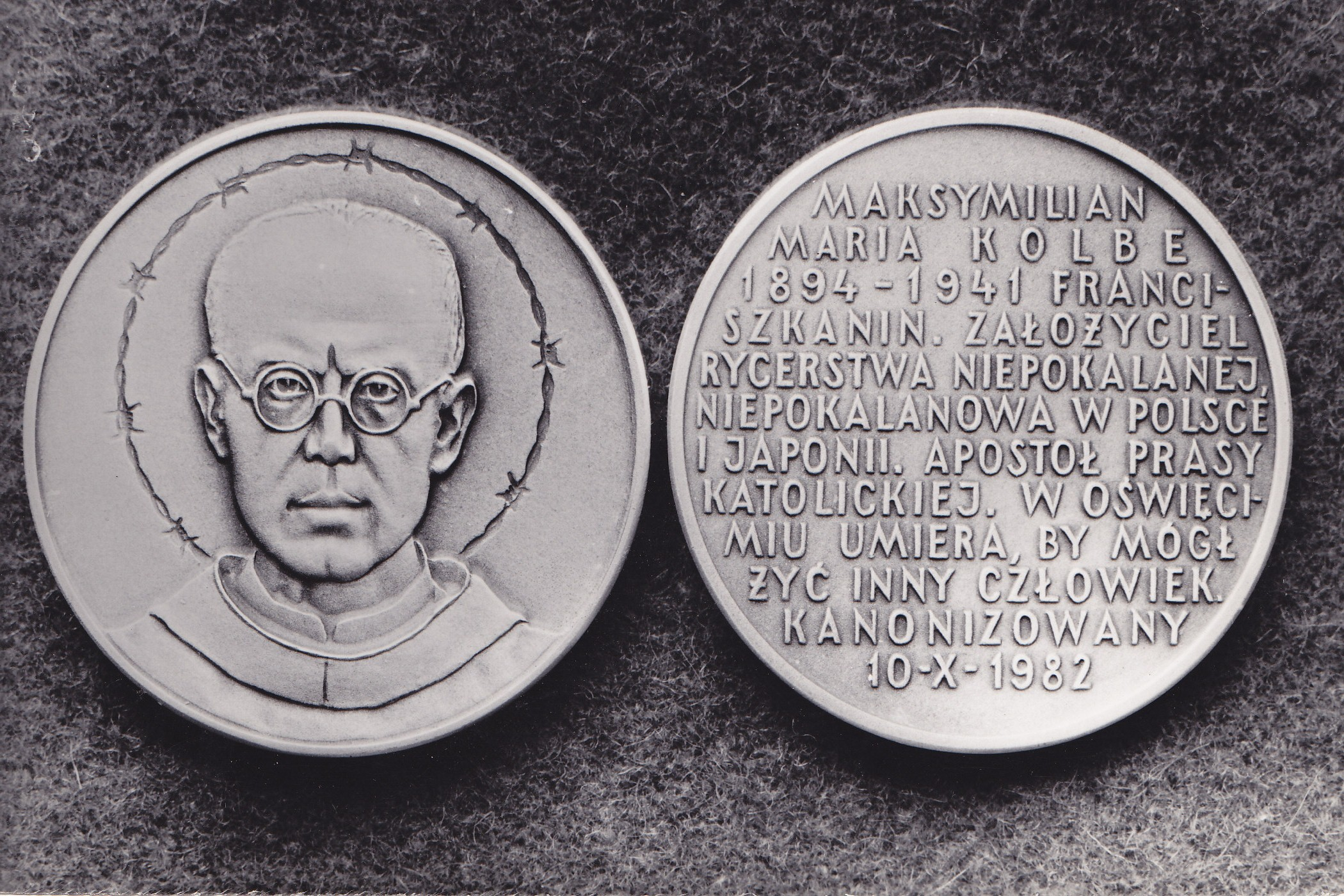
Medal Katarzyny Piskorskiej ku czci ojca Maksymiliana Kolbe

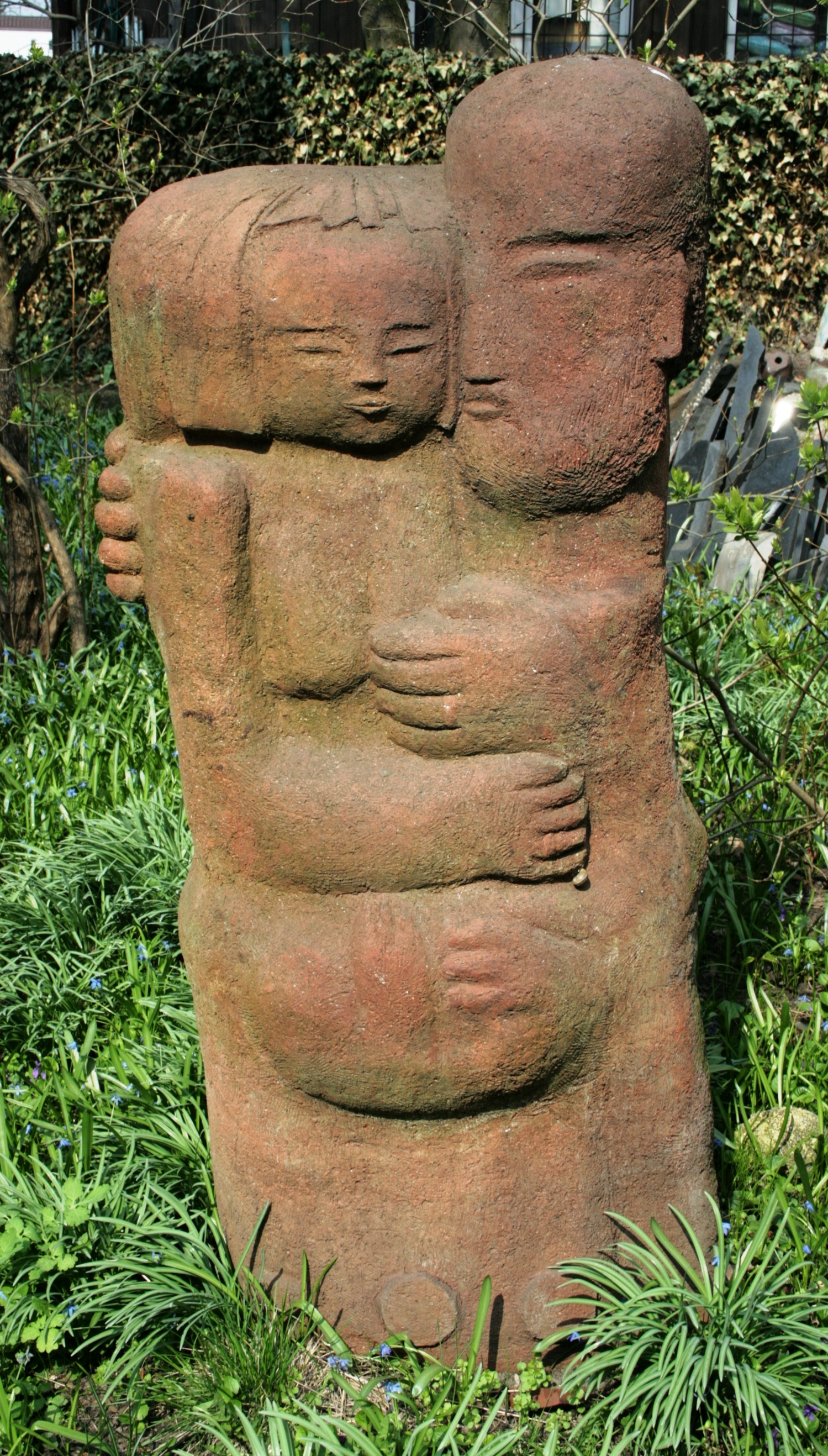
Praca Katarzyny Piskorskiej - para

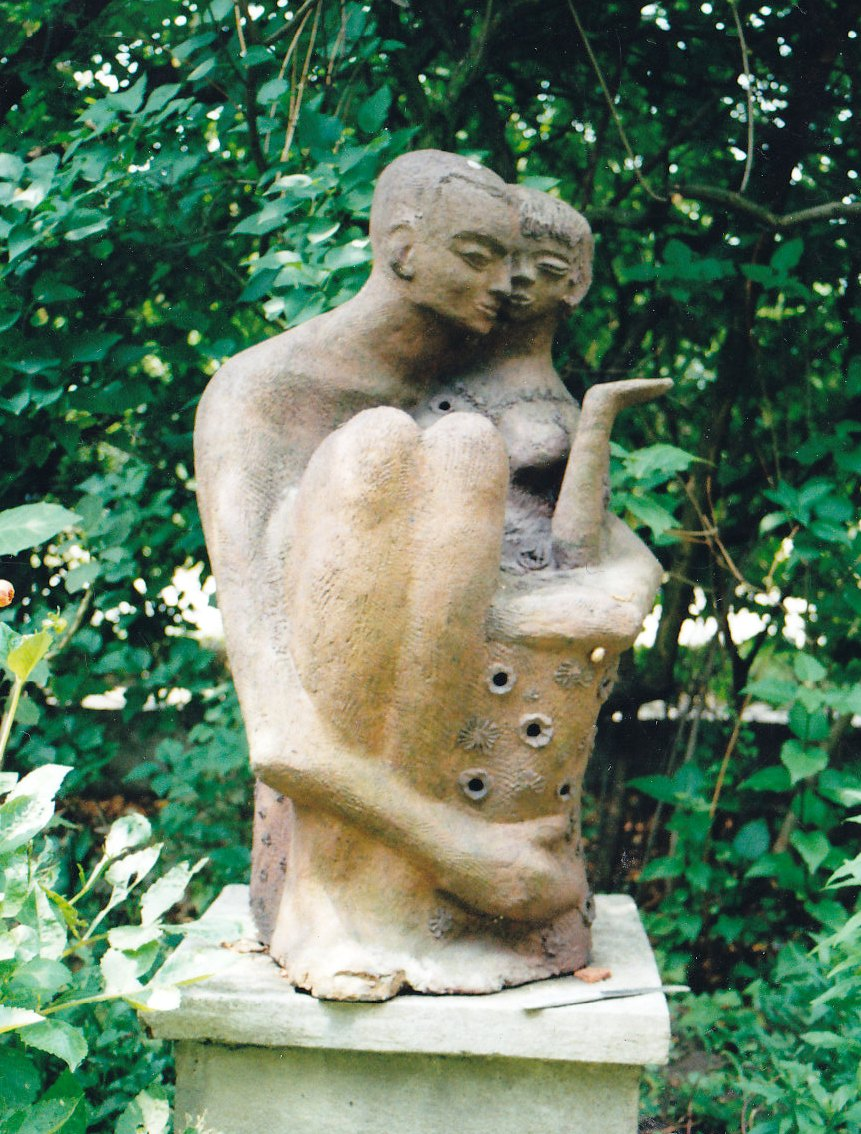
Rzeźba Katarzyny Piskorskiej pt. para

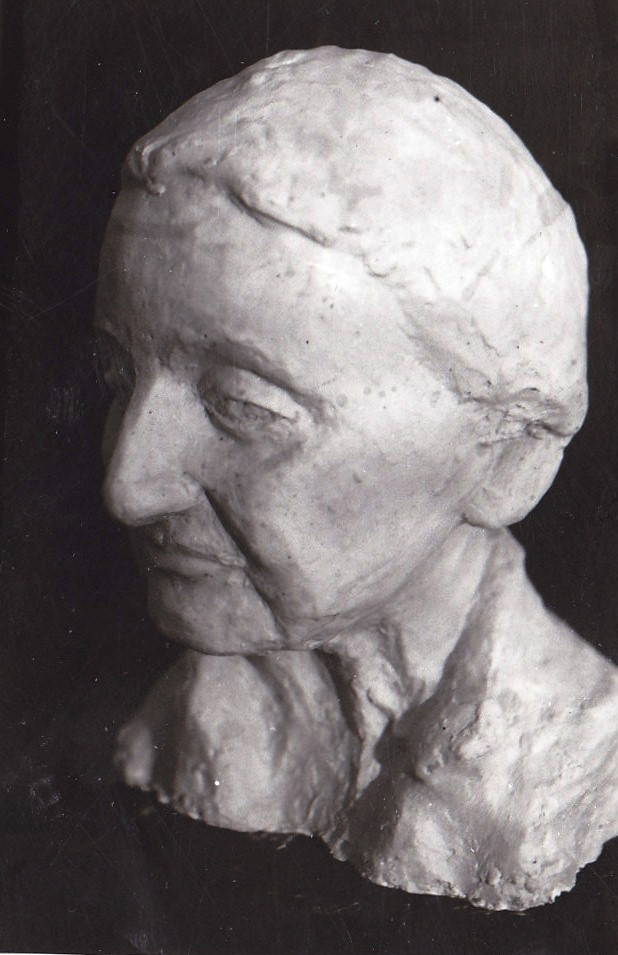
Portret Anny Podgórskiej autorstwa Katarzyny Piskorskiej (ok. 1965 r.)

W latach 1960, 1961 i 1962 uczestniczyła w plenerach studenckich w Opatowie, Kozienicach i Chęcinach. Również później uczestniczyła w licznych plenerach rzeźbiarskich w latach 1968-1999, będąc parokrotnie ich komisarzem (w Parszowie, Suchedniowie, Opocznie i Garwolinie).

### Wystawy
Uczestniczyła w ponad 120 ogólnopolskich i międzynarodowych wystawach twórczości, w tym m.in.:

#### Wystawy indywidualne
- DK ZPO (Warszawa, 1963)
- Galeria TPSP w Warszawie (1966)
- Radom (1967, 1975, 1976, 1977)
- Muzeum Regionalne (Ostrowiec Świętokrzyski, 1968)[6]
- Dom Wojska Polskiego (Warszawa, 1975)
- wystawa w Galerii Rzeźby im. X. Dunikowskiego (Warszawa, 1976)
- Biblioteka na Sadybie (Warszawa, 1977)
- Klub OSSA (Warszawa, 1980)
- Nebikon w Szwajcarii (1983, 1989, 1993)
- Galeria w Płońsku (1989)
- Norwich w Wielkiej Brytanii (1990)
- wystawa w Polskim Ośrodku Społeczno-Kulturalnym w Londynie i w Cambridge (1990)
- wystawy w Paryżu, Rzymie, Watykanie, Rawennie, Kopenhadze[7].

#### Udziały w wystawach ogólnopolskich i okręgowych
- II Debiut absolwentów warszawskiej ASP (Warszawa, 1962)
- XIX Ogólnopolska wystawa plastyki (Radom, 1963)
- Otwarte Drzwi (Warszawa, 1964)
- Wystawa medaliestwa w Polsce Ludowej 1945-1965 (Wrocław, 1966)
- Festiwal Sztuk Pięknych (Warszawa, I – 1966, II – 1968, III – 1970, IV – 1972)
- Ogólnopolska wystawa rzeźby młodych (Kraków, 1966)
- Animaliści (Warszawa, 1967)
- Wystawa z okazji 50. rocznicy Wielkiej Rewolucji Październikowej (Warszawa, 1967)
- Wystawa medalierstwa (Opole, 1967)
- Małe formy rzeźbiarskie (Warszawa, 1967)
- Partyzantka kielecka w plastyce (Radom, 1968)
- Ogólnopolska wystawa 25-lecia LWP w twórczości plastycznej (Warszawa, 1968)
- Ogólnopolska wystawa poplenerowa (Orońsko, 1968, 1970, 1973)
- Matka i dziecko w polskim medalierstwie współczesnym – Kongres UNICEF (Warszawa, 1969)
- Ogólnopolska wystawa medalierstwa w latach 1965-1969 (Warszawa, 1969)
- Konkurs na medal – XXV-lecie LWP (Warszawa, 1969)
- Konkurs na medal – XXV-lecie zwycięstwa nad faszyzmem (Warszawa, 1970)
- Konkurs na medal PAN im. M. Kopernika (Warszawa, 1970)
- 25 lat Rzeźby w Polsce Ludowej (Warszawa, 1970)
- Ogólnopolska wystawa rzeźby (Hajnówka, 1970, Białystok, 1970, Warszawa, 1971)
- Portret Człowieka (Warszawa, 1971)
- Warszawa w sztuce (Warszawa, 1969, 1971)
- Wystawa marynistyczna (Warszawa, 1971)
- XXVI Ogólnopolska wystawa plastyki (Radom, 1971)
- Wystawa rzeźby poplenerowej (Białystok, 1971)
- Wystawa medalierstwa w Muzeum Sportu (1971)
- Wystawa małych form rzeźbiarskich (Orońsko, 1972)
- Ogólnopolski konkurs medalierstwa – 400-lecie urodzin M. Kopernika (Wrocław, 1972)
- Ogólnopolska wystawa w Muzeum w Bydgoszczy (1972)
- Sztuka Łowiecka i Animalistyczna (Warszawa, 1973)
- Ogólnopolska wystawa 30 lat LWP (Warszawa, 1973)
- Rzeźba kameralna (Jędrzejów, 1973)
- II Targi ogólnopolskiej plastyki (Warszawa, 1973)
- Rzeźbiarze Wisłostradzie (Warszawa, 1974)
- Sport w sztukach pięknych (Warszawa, 1974)[6]
- Wystawa „Łowiectwo w Sztukach Plastycznych” (Warszawa, 1976)
- Ogólnopolska wystawa poplenerowa (Opoczno, 1977)
- Aukcja ZPAP na rzecz NSZZ „Solidarność” (Warszawa, 1980)
- Wystawa sztuki sakralnej z okazji 600-lecia obecności obrazu Matki Bożej na Jasnej Górze (Częstochowa, 1982)
- Wystawa sztuki sakralnej (Warszawa, 1983)
- Aukcja Artyści dla Rzeczpospolitej (1989)
- Wystawa w kościele duszpasterstwa artystów (1989)
- Wystawa „Katyń pamięta” w kościele św. Krzyża (Warszawa, 1989)
- Wystawa „70-lecie bitwy warszawskiej 1920 r.” (1990)
- I Biennale sztuki wojskowej (1991)
- Wystawa „Święci i Błogosławieni” (Wrocław, 1992)
- Warszawska Dekada Sztuki w ASP (Warszawa, 1992)
- Wystawa Katyń w Muzeum Wojska Polskiego (Warszawa, 1992)
- Wystawa „Małe formy rzeźbiarskie” (1993)
- Wystawa „Poległym” we wrocławskim Muzeum Sztuki Medalierskiej (1995)
- Wystawa „Mazowsze Chopina – Ścieżki Sentymentalne” (Warszawa, 1999).

#### Udziały w wystawach międzynarodowych
- Międzynarodowe konkursy na medale i plakiety (w latach 1964-1983) m.in. w:
  - Arezzo
  - Montecatini
  - Wenecji
  - Turynie
  - Bolonii
- Bułgaria (1966)
- V Biennale Mlodych w Paryżu (1967)
- Międzynarodowa wystawa medalierstwa (Helsinki, 1967)
- Międzynarodowa wystawa medalierstwa (Sztokholm, 1967)
- Międzynarodowy konkurs na ceramikę (Perugia, 1967)
- Wystawy medalierstwa z okazji Kongresu FIDEM (1969-1985)
- Wystawa medalierstwa polskiego (Moskwa, 1970)
- Medalierstwo polskie (Paryż, 1970)
- Niemieckie Muzeum Sztuki (Berlin, 1971)
- Kuba, 1971
- Sofia, 1971
- IV Biennale „Sport w sztukach pięknych” (Hiszpania, 1973)[6]
- Wystawa medalierstwa polskiego (Węgry, 1983)
- Oksford w Wielkiej Brytanii (1990)
- Nebikon, Szwajcaria, (1990)
- Wystawa sztuki polskiej w placówce PAN (Paryż, 1991)
- Salon International de l’Art Libre (Vitry-le-François, Francja, 1992).

### Prace
Jej prace znajdują się w wielu muzeach w Polsce i zagranicą oraz w prywatnych kolekcjach, m.in. w zbiorach:
- Muzeum Narodowego w Warszawie
- Muzeum Wojska Polskiego w Warszawie
- Muzeum Warszawy
- Muzeum Narodowego w Poznaniu
- Muzeum Sztuki Medalierskiej we Wrocławiu
- Muzeum Regionalnego w Radomiu
- Muzeum im. Leona Wyczółkowskiego w Bydgoszczy
- Muzeum Medalierstwa w Mennicy Państwowej w Paryżu[6]
- Muzeum Medalierstwa w Mennicy w Warszawie
- Muzeum Etnograficznego w Warszawie
- Muzeum w Wilanowie
- Muzeum Narodowego w Krakowie
- Muzeum Ossolińskich we Wrocławiu
- Muzeum Dantego w Rawennie we Włoszech
- Muzeum im. Józefa Piłsudskiego w POSK-u w Londynie
- muzeach w Amsterdamie, Kopenhadze, Ontario, Rapperswilu, Rzymie, Watykanie i Wiedniu,

a także w zbiorach prywatnych kolekcjonerów m.in. w Polsce, Niemczech, Szwajcarii, Wielkiej Brytanii i Włoszech.

### Ciekawsze dzieła
Katarzyna Piskorska:
- zaprojektowała i wykonała nagrobek Krystyny Krahelskiej na starym cmentarzu na Służewie
- zaprojektowała i wykonała pomnik poświęcony mieszkańcom Zielonki i okolic zamordowanym przez Gestapo i NKWD w Zielonce koło Warszawy
- była autorką[8] projektu Medalu Dnia Pamięci Ofiar Zbrodni Katyńskiej, przyznawanego przez Polską Fundację Katyńską w Dniu Pamięci Ofiar Zbrodni Katyńskiej. Do tej pory przyznano go m.in. prezydentom RP Lechowi Wałęsie i Lechowi Kaczyńskiemu, marszałkowi Sejmu Bronisławowi Komorowskiemu i przewodniczącemu Parlamentu Europejskiego, byłemu premierowi Jerzemu Buzkowi[6]
- nie ukończyła pracy nad pomnikiem, który miał stanąć na rondzie im. pomordowanych w Katyniu.

### Nagrody
Była laureatką licznych nagród, m.in.:
- II nagroda w otwartym konkursie na znaczek dla szkół artystycznych
- Nagroda Ministra Kultury i Sztuki „Za całokształt prac” w 1969 r.
- medal pamiątkowy „Premio-A-Erre” (Arezzo, 1970)
- srebrny medal na III Festiwalu Sztuk Pięknych (Warszawa, 1971)
- wyróżnienie na wystawie Współczesna sztuka łowiecka i animalistyczna (Warszawa, 1973)
- nominowana do tytułu „Warszawianka roku” w 1974 r.
- medal pamiątkowy z okazji setnej rocznicy urodzin Janusza Korczaka w uznaniu zasług dla propagowania i kontynuowania nieprzemijających wartości pedagogicznych i społeczno-moralnych, jakie głosił Janusz Korczak (Warszawa, 1978)
- wyróżnienie na wystawie animalistycznej (Warszawa, 1981)
- dyplom honorowy za osiągnięcia twórcze w grafice i medalierstwie Fundacji Sztuki „Barbakan” (1991).

## Członkostwo w organizacjach
Była członkinią:
- Międzynarodowego Jury w Pescu na Węgrzech na Międzynarodowej Wystawie Ceramiki w 1980 r.
- Zarządu Towarzystwa Opieki nad Zabytkami
- Zarządu Warszawskiego Okręgu Związku Polskich Artystów Plastyków przez 2 kadencje, w latach 1990–1998 oraz jego Sądu Koleżeńskiego w latach 1996-1998
- International Arts Guild (od 1973 r.)
- Zarządu Warszawskiej Rodziny Katyńskiej[9][10] od 1992 r.
- Zrzeszenia byłych ZET-owców i ich potomków
- Zrzeszenia Warszawiaków-Dekretowców (właścicieli nieruchomości pozbawionych własności przez dekret Bieruta).

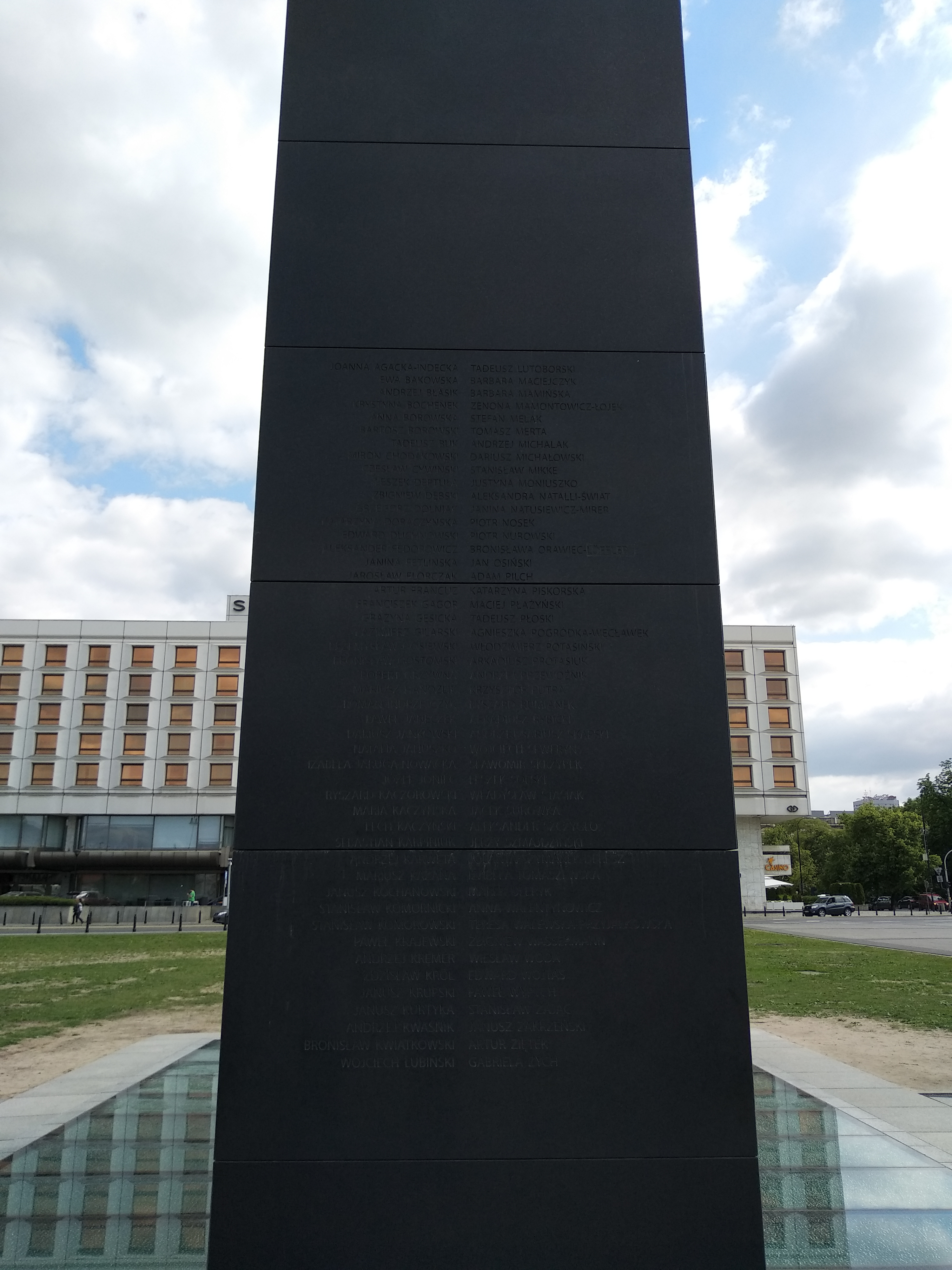
Katarzyna Piskorska upamiętniona na Pomniku Ofiar Tragedii Smoleńskiej 2010 roku w Warszawie

## Odznaczenia
- 4 września 2005 roku została odznaczona Medalem „Pro Memoria” (decyzją Kierownika Urzędu do Spraw Kombatantów i Osób Represjonowanych nr 281/KU/05 z 8 czerwca 2005 roku)
- 16 kwietnia 2010 roku została pośmiertnie odznaczona Krzyżem Kawalerskim Orderu Odrodzenia Polski[11].

## Życie prywatne
Katarzyna Piskorska nie założyła rodziny. Była matką chrzestną Tomasza Chlebowskiego.